# (6380) Gardel
(6380) Gardel – planetoida z pasa głównego okrążająca Słońce w ciągu 3 lat i 150 dni w średniej odległości 2,27 j.a. Została odkryta 10 lutego 1988 roku w obserwatorium w Yorii przez Masaru Arai i Hiroshiego Mori. Nazwa planetoidy pochodzi od Carlos Gardela (1888-1888), argentyńskiego śpiewaka, kompozytora i aktora. Nazwa została zaproponowana przez W. A. Frögera. Przed nadaniem nazwy planetoida nosiła oznaczenie tymczasowe (6380) 1988 CG.